# Garbhadhana
Le Garbhadhana est le rite religieux de l'hindouisme qui a lieu lors de la procréation. Littéralement Garbhadhana signifie : mettre la graine dans le ventre. L'époux et sa femme doivent exécuter certaines manipulations religieuses et dire certaines prières lorsqu'ils ont la volonté d'avoir un enfant. Ce devoir fait partie des saṃskāra : les cérémonies de la vie et des devoirs du couple qui s'inscrivent dans la tradition indienne d'avoir des enfants. Une offrande spéciale au temple est également donnée.